# Rowland Winn
Rowland Winn (1856-1924) was een Brits pianist. Hij was een plaatselijk bekend muzikant in de omgeving van Birmingham.
Hij maakte deel uit van het Halford Concerts Society waarin ook Granville Bantock en Alfred Gaul. Winn schreef ook zelf enige muziek:
- een gavotte voor piano (1877)
- La belle Ninon, een bourrée erotique pour le piano (1880)
- Polacca (1883)

Een concert:
13 maart 1890: Stadhuis Birmingham; een concert waarin ook de Noorse pianiste Agathe Backer-Grøndahl zou optreden, uiteraard met het pianoconcert van Edvard Grieg; Winn begeleidde Allan James Foley (Mr. Foli) in enkele liederen.